# Rondae Hollis-Jefferson
Rondae Hollis-Jefferson (nascut el 3 de gener de 1995 en Chester, Pennsilvània) és un jugador de bàsquet estatunidenc que actualment juga en els Brooklyn Nets de l'NBA. Amb 2,01 metres (6 peus i 7 polzades) d'alçada, juga en la posició d'aler.